# Robert N. Bradbury
Robert North Bradbury  (* 23. März 1886 in Walla Walla, Washington; † 24. November 1949 in Glendale, Kalifornien), eigentlich Ronald Bradbury, war ein US-amerikanischer Filmregisseur, Drehbuchautor und Filmproduzent, der zwischen 1918 und 1941 insgesamt 125 Spielfilme inszenierte.

## Leben
Bradbury zog bis Ende der 1910er Jahre mit einer Vaudeville-Show umher, bevor sich die Familie in Hollywood niederließ. Er begann 1916 seine Karriere beim Film, als sein erstes Drehbuch unter dem Titel Along the Malibu als Stummfilm verfilmt wurde. Zwei Jahre später führte er erstmals bei dem Western The Wooing of Riley Regie. Er führte während der Stummfilmzeit in einer Vielzahl von Filmen Regie, häufig steuerte er auch das Drehbuch bei. 1920 drehte er mit seinen Söhnen Bill Bradbury und Bob Steele den Abenteuerfilm The Adventures of Bob and Bill, dem 13 weitere Filme in selber Besetzung folgten. Zwischen 1933 und 1935 drehte er 13 Filme mit dem jungen John Wayne, der einst ein Klassenkamerad seines Sohnes an der Glendale High School gewesen war. Häufiger Filmeditor hierbei war Carl Pierson.

## Filmografie (Auswahl)
- 1933: Die Wasserrechte von Lost Creek (Riders of Destiny)
- 1934: Das Gesetz des Stärkeren (The Lawless Frontier)
- 1934: Sie töten für Gold (The Trail Beyond)
- 1934: Rodeo (The Man from Utah)
- 1934: US Marshal John (The Star Packer)
- 1934: Showdown am Adlerpaß (Blue Steel)
- 1934: Das Gold von Texas (The Lucky Texan)
- 1935: Tal der Angst (Lawless Range)
- 1935: Westwärts! (Westward Ho)
- 1935: Die Cowboy-Brigade (Sundown Saunders)
- 1935: Reiter in der Dämmerung/Freunde (The Dawn Rider)
- 1935: Im Tal des Regenbogens (Rainbow Valley)
- 1935: Abenteuer in Texas (Texas Terror)
- 1937: Carmen in Texas (Trouble in Texas)